# طريق الشر (فلم 1967)
طريق الشر هو فيلمٌ عراقيٌ أُنتج عام 1967.

## قصة الفيلم
ينجرف أحد الشباب إلى طريق الرذيلة، ويخسر كل أمواله وأصدقائه. يتعرف على فتاة جميلة تساعده للعودة إلى طريق الخير.

## الممثلون
| - رضا الشاطي - مديحة وجدي - سامي الجادر - سميرة زكي - نورية إبراهيم | - عادل القرغولي - حسن فاشل - غادة سالم - عبد الصاحب شراد - عبد الجبار الدراجي |

## وصلات خارجية
- مقالات تستعمل روابط فنية بلا صلة مع ويكي بيانات